# Mokusei tōrō

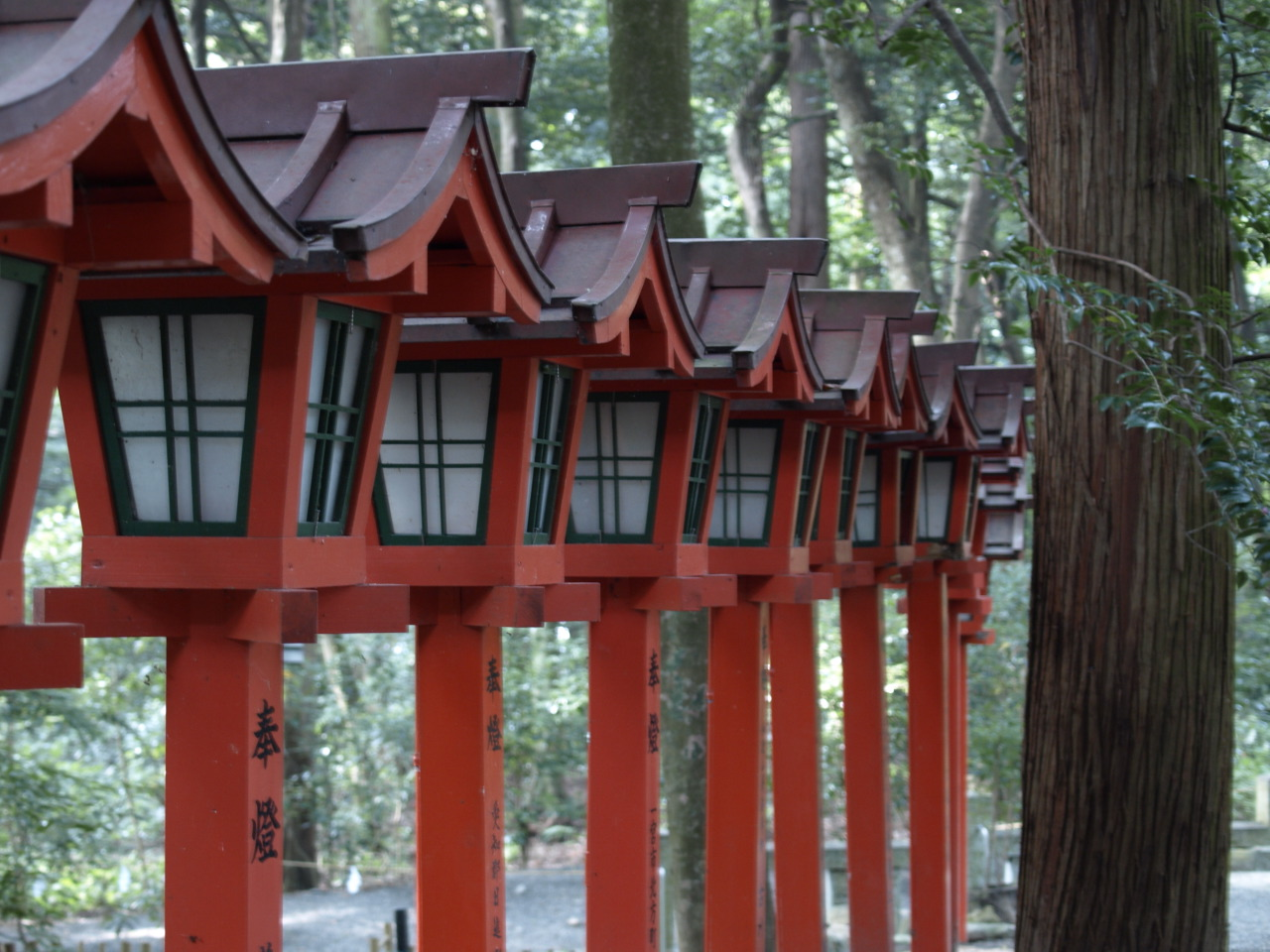

Mokusei tōrō (木製灯篭) zijn traditionele Japanse houten lantaarns (tōrō), waarvan verschillende typen vooral als decoratie in tuinen worden gebruikt. In verband met het materiaalgebruik zijn er minder historische houten lantaarns dan metalen en stenen lantaarns (zoals yukimigata tōrō en tachigata tōrō). Enkele voorbeelden traditionele Japanse houten lantaarns zijn tomayagata tōrō en tasoyagata tōrō.

| Traditionele lantaarns in Japan, hoofdgroepen. | Traditionele lantaarns in Japan, hoofdgroepen. | Traditionele lantaarns in Japan, hoofdgroepen. | Traditionele lantaarns in Japan, hoofdgroepen. | Traditionele lantaarns in Japan, hoofdgroepen. | Traditionele lantaarns in Japan, hoofdgroepen. |
| Onderdelen tōrō                                | Onderdelen tōrō                                | Onderdelen tōrō                                | Traditionele materialen                        | Traditionele materialen                        | Traditionele materialen                        |
| ---------------------------------------------- | ---------------------------------------------- | ---------------------------------------------- | ---------------------------------------------- | ---------------------------------------------- | ---------------------------------------------- |
| platform, sokkel                               | schacht, zuil                                  | opmerkingen                                    | steen ↓ Ishi-dōrō ↓                            | metaal ↓ Kana dōrō ↓                           | hout, bamboe                                   |
| kiso, dai, jirin                               | sao                                            | \| plat- form- lan- taarns \| → Dai-dōrō → \|  | Tachigata tōrō                                 | Kinzoku tōrō                                   | Mokusei tōrō                                   |
| kiso, dai, jirin                               | sao                                            | \| plat- form- lan- taarns \| → Dai-dōrō → \|  | Nozura-dōrō                                    | Kinzoku tōrō                                   | Mokusei tōrō                                   |
| –                                              | ingegraven                                     | schachtlantaarns                               | Ikekomigata tōrō                               | …                                              | Mokusei tōrō                                   |
| → 1-6 benen                                    | → 1-6 benen                                    | kasa groot                                     | Yukimigata tōrō                                | …                                              | Andon Bonbori Chōchin                          |
| –                                              | –                                              |                                                | Okigata tōrō                                   | Tsurigata tōrō                                 | Andon Bonbori Chōchin                          |
| aangepaste pagode (tō)                         | aangepaste pagode (tō)                         | aangepaste pagode (tō)                         | Tōgata tōrō                                    | Tōgata tōrō                                    | Andon Bonbori Chōchin                          |
| plat- form- lan- taarns                        | → Dai-dōrō →                                   |                                                |                                                |                                                |                                                |

## Enkele typen lantaarns
Tomayagata tōrōTomayagata tōrō (苫屋形燈籠) is een houten lantaarn, zonder kiso, chūdai of hoju, wel met paal (sao), vuurkamer (hibukuro) en een rietgedekt zadeldak (kasa). Het wordt onder andere in tuinen geplaatst waar een pad een bocht maakt.
Tasoyagata tōrōTasoyagata tōrō (誰屋形燈籠) of "Wie gaat daar?-lantaarn" is een houten lantaarn, die oorspronkelijk gebruikt werd als een lantaarn langs wegen en paden. De tasoyagata tōrō wordt daar geplaatst in de tuin op punten waar paden zich splitsen, en op vergelijkbare plaatsen.
| Mokusei tōrō - houten Japanse lantaarns |
| --- |
| - Traditionele Japanse houten lantaarn in een Shintoschrijn - Kasuga Taisha, Nara - Kuroki-tōrō (Reiwa Daijokyu) - Houten lantaarn in Ozaki-jinja, Kanazawa. |